# Schildersmossel
De schildersmossel (Unio pictorum) is een zoetwatermossel.
De schelp heeft een lengte van 7 tot 10 cm (soms wel tot 14 cm) en hoogte van 3 tot 4 cm. De kleur van het periostracum aan de buitenkant van de schelp varieert van geel en olijfgroen tot lichtgroen. De binnenkant heeft een parelmoerglans.
De soort komt voor in Europa en westelijk Azië, in langzaam stromende wateren en grote meren.
De Nederlandse naam refereert aan het feit dat de grote kleppen van de mossel vroeger door kunstschilders werden gebruikt om verf in te bewaren.

## Afbeeldingen
Rechter en linker klep van hetzelfde exemplaar:

Unio pictorum deshayesii Rechter klep
Unio pictorum deshayesii Linker klep

Unio pictorum latirostris Rechter klep
Unio pictorum latirostris Linker klep